# سرتيا
سرتيا (Sertã) هي بلدية تقع في البرتغال تبلغ مساحتها 446.7 كم2 وعدد سكانها 16208 نسمة. تتألف البلدية من 14 دائرة إدارية تقع في منطقة كاستلو برانكو. عطلة البلدية هي يونيو 24.
| سكان سرتيا (1801 – 2004) | سكان سرتيا (1801 – 2004) | سكان سرتيا (1801 – 2004) | سكان سرتيا (1801 – 2004) | سكان سرتيا (1801 – 2004) | سكان سرتيا (1801 – 2004) | سكان سرتيا (1801 – 2004) | سكان سرتيا (1801 – 2004) | سكان سرتيا (1801 – 2004) |
| ------------------------ | ------------------------ | ------------------------ | ------------------------ | ------------------------ | ------------------------ | ------------------------ | ------------------------ | ------------------------ |
| 1801                     | 1849                     | 1900                     | 1930                     | 1960                     | 1981                     | 1991                     | 2001                     | 2004                     |
| 10235                    | 13456                    | 20380                    | 24057                    | 27997                    | 21503                    | 18199                    | 16720                    | 16208                    |